# 田岡化学工業
田岡化学工業株式会社（たおかかがくこうぎょう、英文名：Taoka Chemical Company, Limited）は、大阪市淀川区に本社を置く、住化グループの化学メーカーである。JPX日経中小型株指数の構成銘柄の一つ。
染料、接着剤から医・農薬中間体など精密化学分野へ。インド、シンガポールにも子会社を持つ。

## 主力製品・事業
- 精密化学品
- 機能材
- 機能樹脂
- 化成品

## 主要事業所
- 本社 - 大阪市淀川区西三国四丁目2番11号
- 東京支店 - 東京都中央区日本橋小網町1番8号 茅場町高木ビル7階
- 淀川工場 - 大阪市淀川区西三国四丁目2番11号
- 播磨工場（播磨地区） - 兵庫県加古郡播磨町宮西二丁目10番6号
- 播磨工場（愛媛地区） - 愛媛県新居浜市大江町1番1号

## 沿革
- 1919年（大正8年）4月 - 田岡商店を創業。
- 1922年（大正11年）1月 - 合成染料の製造に着手。
- 1934年（昭和9年）10月 - 田岡染料製造株式会社を設立。
- 1939年（昭和14年）2月 - 第二工場を新設し、染料中間物の製造を開始。
- 1944年（昭和19年）11月 - 商号を田岡合成工業株式会社に変更。
- 1946年（昭和21年）12月 - 商号を田岡染料製造株式会社に復帰。
- 1949年（昭和24年）12月 - 大阪証券取引所に株式を上場。
- 1955年（昭和30年）5月 - 住友化学工業株式会社（現・住友化学）が資本参加。
- 1959年（昭和34年）11月 - 合成ゴム用増粘剤（ゴム用粘着剤）の製造を開始。
- 1961年（昭和36年）7月 - 瞬間接着剤の製造を開始。
- 1972年（昭和47年）1月 - 商号を田岡化学工業株式会社に変更。
- 1975年（昭和50年）7月 - 合成繊維改質剤の製造を開始
- 1977年（昭和52年）8月 - 株式会社田岡化学分析センターを設立。
- 1978年（昭和53年）11月 - 豊中包装株式会社を設立。
- 1979年（昭和54年）2月 - 大阪営業所を開設（現・営業本部）。
- 1981年（昭和56年）10月 - 写真薬中間体の製造を開始。
- 1985年（昭和60年）6月 - 事業目的に化学工業、環境保全及び化学分析等に関する受託及び技術指導を追加。
- 1986年（昭和61年）4月 - 東京営業所（現 ・営業本部東京支店）、名古屋営業所を開設。田岡サービス株式会社（現・田岡淀川ジェネラルサービス）を設立。
- 1990年（平成2年）12月 - 感熱感圧色素中間体の量産体制を確立。
- 1992年（平成4年）5月 - 現本社社屋の完成。
- 1994年（平成6年）4月 - 中華人民共和国にて合弁会社、田岡化学（天津）有限公司を設立。
- 1997年（平成9年）
  - 3月 - 電子材料用樹脂の製造を開始。
  - 8月 - 多目的合成工場が完成。
- 1999年（平成11年）8月 - 中華人民共和国に合弁会社  杭州国岡化工有限公司を設立。
- 2000年（平成12年）10月 - 三建化工株式会社と合併。播磨工場および愛媛工場（現・播磨工場播磨地区および愛媛地区）を設置。
- 2001年（平成13年）9月 - 名古屋営業所を閉鎖。
- 2002年（平成14年）8月 - 中華人民共和国に田岡（天津）有機化学有限公司を設立。インド共和国に合弁会社アナボンド タオカ インド プライベート リミテッドを設立。
- 2003年（平成15年）12月 - 営業本部を本社社屋に移転。
- 2004年（平成16年）
  - 3月 - 豊中包装株式会社の全株式を売却。
  - 12月 - 紙用加工樹脂の工場新設。
- 2005年（平成17年）
  - 5月 - 中華人民共和国・田岡化学（天津）有限公司への出資持分を譲渡。
  - 12月 - 精密中間体マルチ工場の完成。
- 2006年（平成18年）10月 - インド・アナボンド タオカ インド プライベート リミテッドの合弁出資持分を譲受、100％子会社化。
- 2007年（平成19年）
  - 2月 - アナボンド タオカ インド プライベート リミテッドの商号をタオカ ケミカル インド プライベート リミテッドに変更。
  - 10月 - 農薬中間体生産設備増強。
- 2008年（平成20年）10月 - 中華人民共和国の合弁会社、杭州国岡化工有限公司の出資持分を譲渡。
- 2009年（平成21年）2月 - 電子材料製造設備増強（第1期）。
- 2010年（平成22年）3月 - 電子材料製造設備増強（第2期）。淀川第二工場を閉鎖。
- 2011年（平成23年）6月 - 播磨工場新事務棟社屋の完成。
- 2013年（平成25年）
  - 1月 - シンガポール共和国にタオカ ケミカル シンガポール プライベート リミテッドを設立。
  - 2月 - 田岡播磨ジェネラルサービス株式会社を設立。
  - 7月 - 大阪証券取引所と東京証券取引所の市場統合に伴い、東京証券取引所第2部に上場。
- 2014年（平成26年）1月 - 中華人民共和国・田岡（天津）有機化学有限公司の清算結了。
- 2019年（令和元年）10月 - 田岡化工材料（上海）有限公司を設立。

## 関係会社

### 国内関係会社
- 株式会社田岡化学分析センター
- 田岡淀川ジェネラルサービス株式会社
- 田岡播磨ジェネラルサービス株式会社

### 海外関係会社
- タオカ ケミカル インド プライベート リミテッド
- タオカ ケミカル シンガポール プライベート リミテッド
- 田岡化工材料（上海）有限公司